# Съветска окупационна зона
Съветската окупационна зона, съветската зона или източната зона (разговорно наричана още зоната) е била една от четирите окупационни зони, на които Германия е била разделена през 1945 г. от Съюзните сили във Втората световна война според Ялтенската конференция.
Съветската зона е включвала централните немски провинции Саксония и Тюрингия, провинция Саксония-Анхалт, както и голяма част от провинция Бранденбург, както и Мекленбург и Западна Померания. На 7 октомври 1949 г. Съветската зона се превръща в държавна територия на новосъздадената Германска демократична република (ГДР).